# ダッジ・ストラトス
ストラトス（Stratus ）はクライスラーの一部門である「ダッジ」が販売していた自動車である。

## 概要
ストラトスはJAプラットフォームをベースとしたセダンとして企画された。JAプラットフォームはニューヨーカーなどのLHプラットフォームよりも小型で、ミッドサイズとコンパクトの中間的な位置付けとなっている。北米では「ストレイタス」と発音される場合もある。
エンジンに、当時グループ会社であった三菱自動車製を採用しているのが特徴。
北米では「ダッジ」で展開され、欧州などその他の地域では「クライスラー」ブランドで展開された。
北米で「クライスラー」ブランドで販売されていたモデルは、デザインの意匠を変更し「クライスラー・シーラス」を名乗っていた。
初代モデルについては1995年に日本へも導入された。
2006年に生産を終了し、その役割を「ダッジ・アベンジャー」に引き継いだ。

## 初代
ストラトスはJAプラットフォーム搭載車のダッジ版モデルとして企画された。
ビジョンよりひと回り小さいセダンボディが与えられている。同じJAプラットフォームのクライスラー・シーラス、プリムス・ブリーズは前後バンパーのデザインが異なる程度の姉妹車である。
当時クライスラーが推進していた「キャブ・フォワード」コンセプトに基づき、短いノーズと長めのキャビンを備えた滑らかなボディスタイルと個性的なフロントマスクを持つのが特徴である。
搭載されるエンジンは2.5リットルのV型6気筒SOHCで、最高出力は160PS。軽く触れるだけで自動変速を行うセミオートマのような機構が特徴で「オートスティック」と呼ばれるクライスラー独自の4ATが組み合わされた。

## 2代目
2代目は2001年にデビューした。プラットフォームはJAプラットフォームを進化させたJRプラットフォームを採用している。JRプラットフォームは三菱ギャランのプラットフォームを改良した物でもあった。
先代までのセダンに加え、クーペが追加された。姉妹車には「クライスラー・セブリング」がある。
デザインは先代のコンセプトを引き継いだ流線的なものであった。ストラトスは1990年代を象徴していたクライスラーの一連の「クラウドカー」としては最後の1台となった。
クーペモデルに関してはプラットフォームを含め基本的な部分でエクリプスと共有しており、コンポーネントも少なからず共通となっている。
同一グループ内でセブリングなどの競合車種が存在していたため販売面では振るわず、クーペは2005年に、セダンは2006年に販売を終了した。
なお、メキシコでは、ターボチャージャを取り付けられたバージョン「ストラトス R/T」もラインナップされていた。